# راکپورت (حوزه سرشماری)، ماساچوست
راکپورت (به انگلیسی: Rockport) یک منطقهٔ مسکونی در ایالات متحده آمریکا است که در شهرستان اسکس، ماساچوست واقع شده‌است. راکپورت ۱۰٫۶ کیلومتر مربع مساحت و ۴٬۹۶۶ نفر جمعیت دارد و ۱۶ متر بالاتر از سطح دریا واقع شده‌است.